# Chronologie des faits économiques et sociaux dans les années 1800
Chronologie de l'économie
Années 1790 - Années 1800 - Années 1810

## Événements
- 1800 : l’augmentation des taxes sur la valeur de l’ivoire exportée prélevées dans le port de Mozambique (10 % en 1793, 40 % en 1800, 30 % après 1801)[1] entraîne le déclin des exportations au profit de Kilwa et de Zanzibar.
- 1801-1820 : la production annuelle moyenne d’or du Brésil est de 2 750 kg[2].

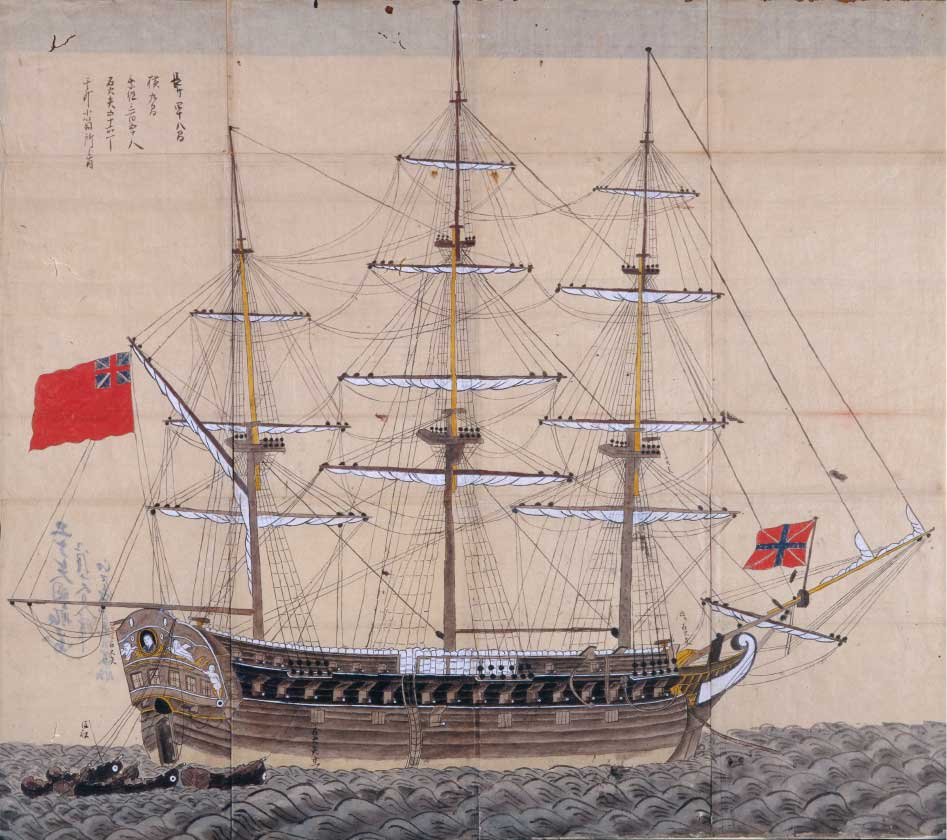

- 1806-1807 : famine en Inde[3].

- 1808 : incident du Phaeton à Nagasaki au Japon[4] ; les incidents avec des navires occidentaux, notamment britanniques, se multiplient dans le Kansaï (ouest du Japon). Les étrangers tentent des coups de main, cherchant à imposer le commerce, ou sont jetés par les vents vers les côtes japonaises. Ils répliquent aux sabres des samouraïs par des coups de pistolets ou des salves d’artillerie, répandant l’effroi. Un vif mécontentement s’affirme dans le Kansaï. On reproche au shogun de ne pas traiter avec les étrangers pour leur soutirer leurs secrets matériels ou de ne pas agir en levant une armée pour repousser les envahisseurs. Le Kansaï supporte de plus en plus difficilement la prééminence du Kantô, et oppose de plus en plus l’empereur au shogun. En 1825 un édit shogunal ordonne d’éloigner tout navire étranger s’approchant des côtes.
- Après 1808 : le blocus est désormais complet et les marchandises s’entassent dans les entrepôts en Indonésie[5].

### Europe

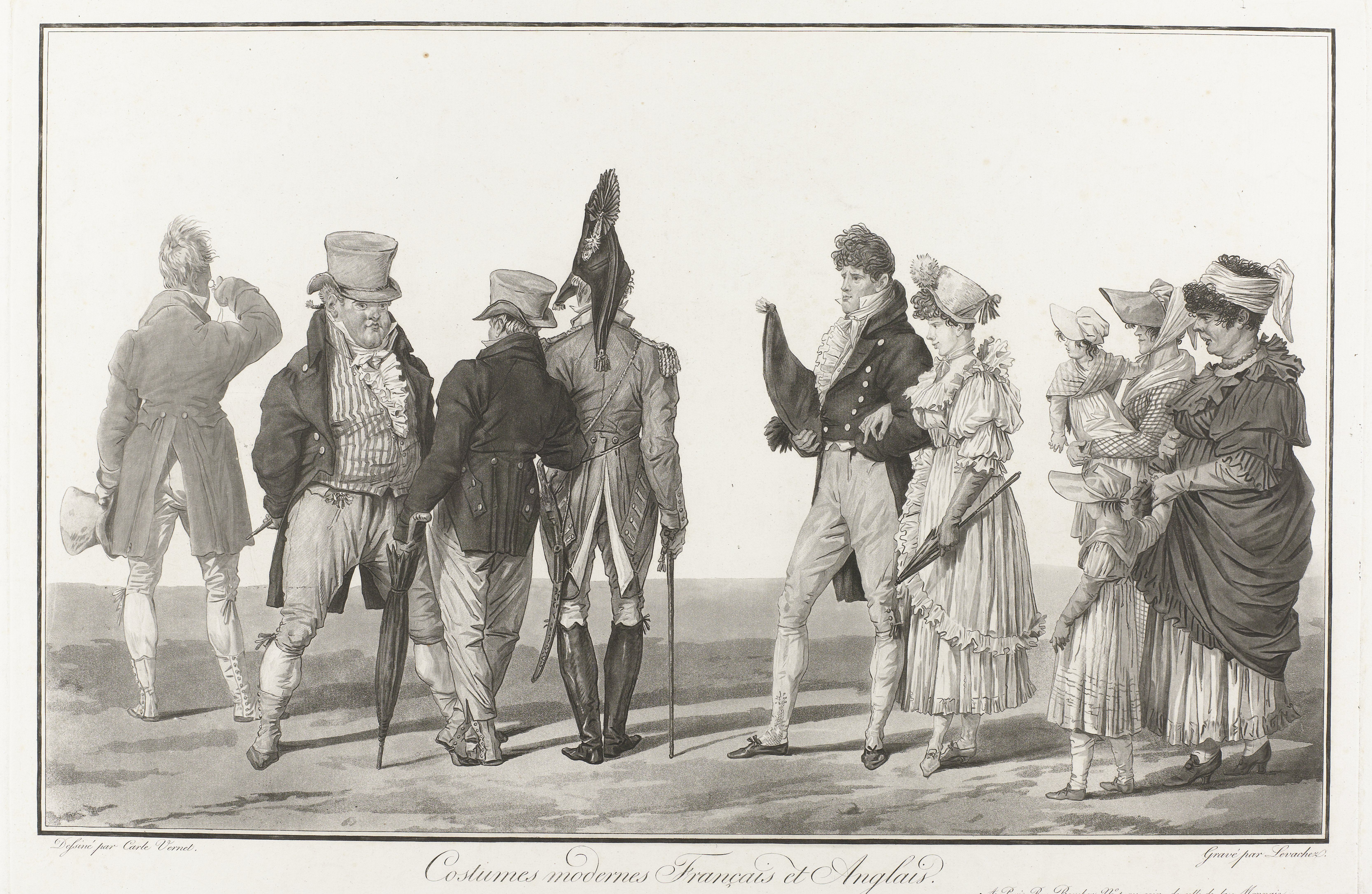
Costumes modernes Français et Anglais. Carle Vernet, entre 1802 et 1803.

- 1799-1800 : mauvaises récoltes en Grande-Bretagne ; hausse des prix des céréales entraînant des émeutes de la faim en septembre 1800[6].
- 1800 :
  - 1,5 million d’hectares ont été touchés par les enclosures en Angleterre depuis le XVIe siècle[7].
  - la production de charbon est de 10 millions de tonnes en Angleterre[8].
- 1800-1810 : la production industrielle britannique progresse de 3,7 % par an en moyenne pendant la première partie du XIXe siècle (elle culmine à 4,7 % dans les années 1820). La production de céréales est de 63 millions d’hl en 1800. La consommation de laine brute double entre 1800 et 1840. La consommation de coton brut double entre 1800 et 1810. La production de charbon est de 11 millions de tonnes (225 en 1900), dont un quart au pays de Galles et en Écosse. La marine marchande dépasse les 2 millions de tonnes. Les progrès de l’industrialisation au imposent une politique commerciale à l’échelle mondiale pour écouler une production sans cesse croissante. La moitié de la production textile et de la production métallurgique est exportée. Le Royaume-Uni ne peut tolérer la politique d’expansion de la France qui risque de réduire ses marchés[9].
- 1801 :
  - ouverture de la Bourse de Londres[10].
  - interdiction du travail des enfants de moins de 8 ans au Royaume-Uni[11].
- 1806 : le fer au coke représente 97 % de la production britannique[8]. La production annuelle de fer est de 250 000 tonnes[12].
- 21 novembre 1806 : décret de Berlin instaurant le Blocus continental. Toute entrée de marchandises provenant du Royaume-Uni ou de ses colonies est interdite dans les ports européens. Le décret s'applique à la France et à ses alliés. Bien qu’inégalement appliqué, il suscite deux graves crises au Royaume-Uni en 1806-1807 et 1810-1812. La Russie y participera après Tilsit[13]. Un Ordre du conseil de 1807 met en état de blocus les ports français et des colonies par la marine britannique. Le décret de Milan du 17 décembre 1807 renforce le Blocus continental ; tout navire, de quelque pavillon qu'il soit, qui a relâché au Royaume-Uni est déclaré de bonne prise[14].
- 1807 :
  - crise financière en Autriche : les billets ont perdu 67 % de leur valeur. François Ier d'Autriche est contraint d’adhérer au blocus continental, mesure profitable à l’industrie autrichienne[15].
  - édit d'émancipation des paysans en Prusse[16].
  - abolition du servage dans le grand-duché de Varsovie (loi du 21 décembre 1807)[17].
  - Napoléon envoie en voyage d'information en Moldavie et en Valachie le capitaine Aubert, qui rédige le mémoire Notions statistiques sur la Moldavie et la Valachie[18].
- 1807-1808 et 1810-1812 : crise économique au Royaume-Uni[19]. Le Blocus continental aboutit à l’interruption du commerce britannique en Baltique et en mer du Nord. Il se renforce en Méditerranée, où Malte devient le centre de la contrebande britannique à destination du sud de l’Europe. Le Président des États-Unis applique une loi d’avril 1806 interdisant tout trafic avec l’Europe, sauf avec une autorisation de la présidence, et prohibe l’entrée des marchandises britanniques sur le territoire de l’Union (été). Les exportations chutent de près de 30 %. Les denrées coloniales s’entassent, les prix baissent et les profits de négociants s’effondrent. L’industrie cotonnière entre dans une grave crise de surproduction (faillite, chômage). L’agriculture s’est spécialisée dans l’élevage au détriment des céréales, dont la production est compensée par les exportations. Le Blocus et les mesures américaines provoquent la hausse des prix du grain, accélérée par l’inflation due à l’émission de billets non convertibles en numéraire pour financer la guerre[20].
- 1809 : malgré le Blocus continental, 47 % des exportations britanniques se dirigent vers l’Europe, grâce à la contrebande par la province de Prusse-Orientale, la Suède, la Russie, la Hollande, Malte, les colonies espagnoles et le Brésil. Le trafic reprend avec les États-Unis[21].

#### France
- 1800 : pour se rendre compte de l'état de la France, le Premier Consul envoie des conseillers d'État en mission : ils remarquent que les prix agricoles baissent et que les consommateurs peuvent acheter ce qui leur est nécessaire mais s'inquiètent des difficultés que connaît le Midi, où les récoltes sont régulièrement déficitaires. Ils constatent une récession durable de l'industrie, due à la baisse de la consommation intérieure et au manque de débouchés extérieurs en Europe et aux colonies. Dans les régions portuaires, ils notent la crise profonde du commerce et le déclin des activités. Ils constatent de graves défauts dans la perception et la répartition de l'impôt. Les institutions d'assistance fonctionnent très mal. L'enseignement est désorganisé. La sécurité publique est troublée par la délinquance rurale, par le brigandage, par l'action des opposants politiques (royalistes dans l'Ouest). Les conseillers d'État remarquent dans toute la France la disparition des cultes révolutionnaires, la désaffection pour le culte constitutionnel et la recrudescence d'activité des réfractaires (10 églises sur 15 à Paris). Les populations sont lasses de dix ans de tension et espèrent la paix et la sécurité. Elles craignent aussi bien le retour de l'Ancien Régime que celui de la Terreur et restent apathiques[22].
- 1800-1804 : le secteur industriel récupère ses positions d’avant la Révolution et commence une croissance pendant l'Empire, grâce aux industries textiles (coton, impression des toiles) et chimiques[23].

- 1801 :
  - traité de commerce avec Naples (28 mars) l'Espagne (21 mars), le Portugal (28 septembre), la Russie (8 octobre)[24].
  - mise au point du métier à tisser automatique (métier Jacquard), par Joseph Marie Jacquard[25].
- 1801-1802 : années de disette de grain[26].
- 1801-1811 : étés chauds[27].

- 1802 : traité de commerce avec la Turquie (25 juin)[24].
- 1803-1806  : « système des côtes » (Coast System) ; la France et ses alliés se ferment aux marchandises anglaises. Le tarif douannier instauré par la loi du 28 avril 1803 porte à 5 % en moyenne le droit d’entrée et est relativement modéré à l’exportation. Il permet de recevoir à bon compte des matières premières et d’avantager les manufactures françaises. Le commerce des produits français aux alliés de la France est favorisé, particulièrement celui des produits coloniaux à partir des ports de Bordeaux et de Nantes[26].
- 1805–1806 : crise des Négociants réunis ; les spéculations sur les piastres importées d'Amérique espagnole par les Négociants réunis dirigées par Ouvrard mettent en difficulté le Trésor public. Il en résulte une crise de confiance. Une crise de surproduction industrielle la prolonge de 1806 à l'hiver de 1807. Le secteur agricole n'est pas touché, grâce au bonnes récoltes de 1805 et de 1806[28].
- 1807–1810 : retour de la prospérité et à la croissance économique après Tilsit[28]. Série de bonnes récoltes. Excédents agricoles dus au Blocus continental[29].

- 1808–1814 : la Guerre d’Espagne, qui dure cinq ans, coûte à la France 300 000 morts et blessés[30] et contribue à affaiblir le régime. Enrôlements massifs : 250 000 conscrits sont mobilisés (80 000 en 1806 et autant en 1807[31]). Les contributions des pays vaincus et l’augmentation des impôts indirects dans l’Empire assurent les ressources nécessaires à la guerre.

- Le prix constaté du blé évolue en nette baisse au cours de la décennie en France, et même en forte baisse si l'on prend en compte l'évolution parallèle du salaire horaire, en particulier après la fin du Blocus continental en 1808, selon l'économiste Jean Fourastié, qui a démontré l'importance de l'Histoire de la culture des céréales sur celle de l'économie, également pour cette décennie de diversification des lieux de culture des céréales[32]:

| Années                                     | 1800 | 1801 | 1802 | 1803 | 1804 | 1805 | 1806 | 1807 | 1808 | 1809 |
| Prix observé du quintal de blé (en francs) | 27   | 28,8 | 32,6 | 29,7 | 23,8 | 26,2 | 26   | 24,1 | 21,6 | 19,7 |
| Prix réel (ajusté du salaire horaire)      | 193  | 199  | 225  | 198  | 154  | 164  | 162  | 146  | 127  | 112  |

#### Russie
- Vers 1800 : 20 000 élèves en Russie. Les nobles boudent l’enseignement national et embauchent des précepteurs (surtout français) et se gardent bien de faire éduquer leurs serfs[33].
- 1802 :
  - début de la production de sucre de betterave dans les provinces centrales de l'empire Russe[34].
  - construction des premières batteuses dans l’usine du Britannique Wilson, à Moscou[34].
- 1805 : première utilisation d'une machine à vapeur dans la filature de coton d’Alexandrovsk, près de Saint-Pétersbourg[34].
- 1806 : remaniement de l’Amirauté (Zakharov), construction de l’Institut des mines (Voronikhine) et de l’Institut Smolny (Quarengui) à Saint-Pétersbourg[34].
- 1807 : 15 mars-27 mars : suppression de l’inscription paysanne dans l’Oural (obligation pour certains paysans d’État d’effectuer des travaux d’appoint dans les usines ou dans les mines)[34].
- 1808 :
  - interdiction de vendre des serfs sur les marchés et les foires[34].
  - première filature de coton privée à Saint-Pétersbourg[34].
  - achèvement de la liaison par canaux de la Haute-Volga à la Baltique (système Marie et système de Tikhvine)[34].
- 1809 : abolition de la faculté pour les propriétaires de déporter les serfs en Sibérie (rétablie en 1822)[34].

## Publications
- 1803 :

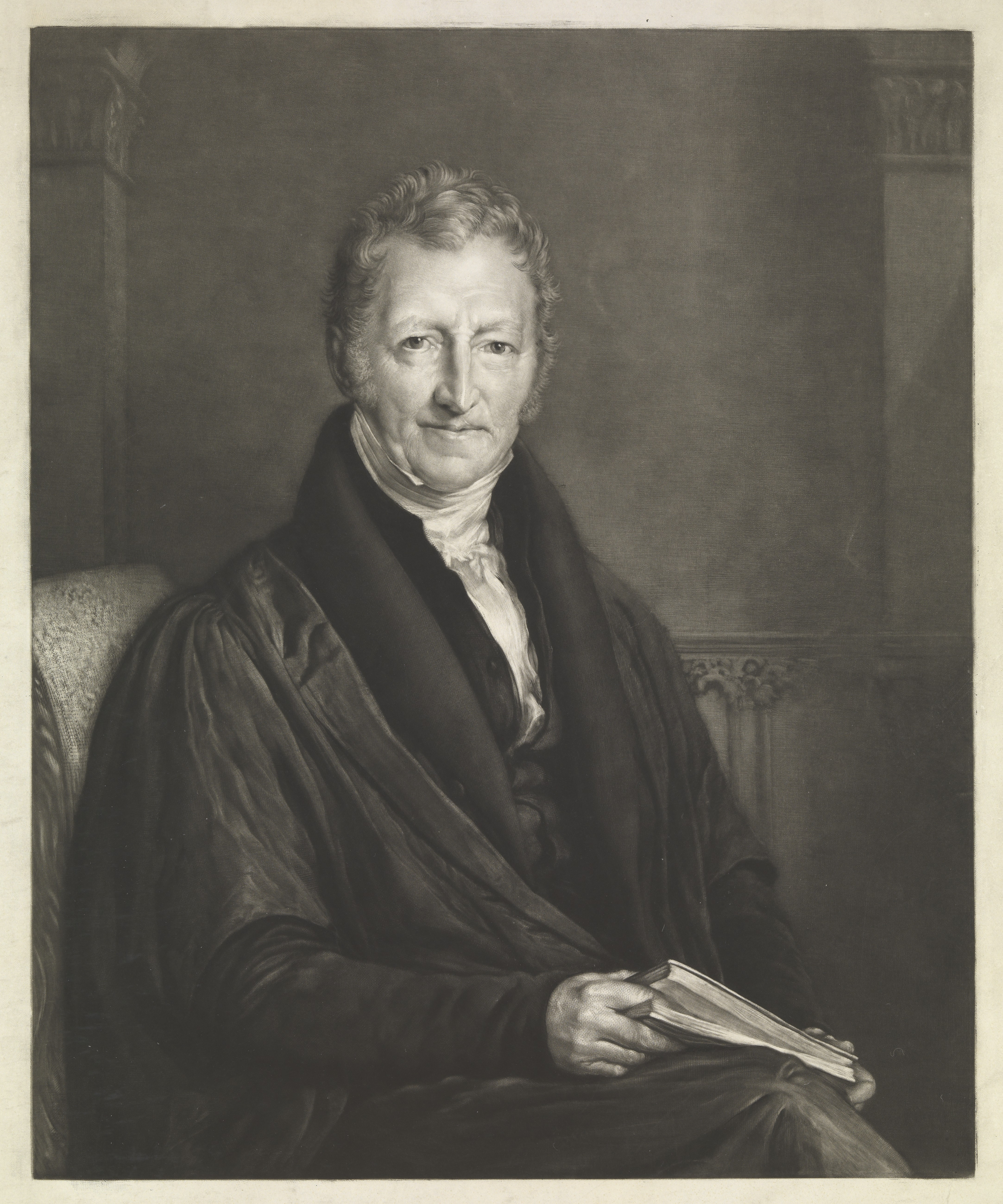
Thomas Malthus par John Linnell.

  - traduction en français de l’Essai sur le principe de population, de Thomas Malthus.
  - Traité d’économie politique, de Jean-Baptiste Say.
- 1804 : Russie : mémoire de Djounkovski démontrant la supériorité du salariat sur le travail forcé. Essai sur l’éducation du point de vue de la Russie de Pnine (plan d’enseignement associé à des réformes modérés)[34].
- 1806 : l’économiste hongrois Gergely Berzeviczy (en) publie un ouvrage sur la condition paysanne, qui provoque de vives réactions.
- 1808 :
  - traité de l’arachide ou pistache de terre, publié à Paris par C. S. Sonini.
  - Théorie des quatre mouvements et des destinées générales de Charles Fourier qui expose son projet de société coopérative.

## Démographie
- 1800 :
  - la population mondiale est estimée à entre 906[35] et 954 millions d’êtres humains ; 602 à 638 millions en Asie, 188 en Europe, 90 à 102 en Afrique, 24 en Amérique, 2 en Océanie[36],[35].
  - l’Amérique du Nord compte 16 millions d’habitants, dont 5,3 pour les États-Unis[35].
  - l’Amérique du Sud compte 9 millions d’habitants[35].
  - l’Europe compte 187 millions d’habitants dont 37 en Russie et 27 en France[35].
  - 18 millions d’habitants en Italie[35]. La population de l’Italie a augmenté de 35 % au cours du XVIIIe siècle, mais de 66 % en moyenne dans le reste de l’Europe. La population augmente plus rapidement au Sud qu’au Nord. Quatre villes ont doublé leur population au cours du siècle : Naples (de 215 000 à 426 000 habitants), Turin (de 42 000 à 74 000), Catane et Libourne (de 16 000 à 45 000 et 52 000). La population de Rome (de 135 000 à 163 000), Gênes, Palerme, Trapani et Marsala augmente de 20 à 45 %. Venise, Milan, Bologne, Florence, Vérone, Ferrare, Mantoue et Modène stagnent.
- 1801 :
  - recensement en France : 27 349 631 habitants[37].
  - premier recensement au Royaume-Uni. L’Angleterre et le Pays de Galles comptent 8,892 millions d’habitants, l’Écosse 1,608 million, l’Irlande 5,395 millions[38]. La ville de Londres compte 1 097 000 habitants (11 % de la population), mais seulement 27 % des habitants de l’Angleterre habitent des bourgs de plus de 5 000 âmes. 45 % de la population active travaille dans l’agriculture, 35 % dans l’industrie et 20 % dans le secteur tertiaire[8].
- 1804 : 10,5 millions d’habitants en Hongrie.
- 1806 : la ville de Jérusalem compte environ 12 000 habitants dont 3 000 Juifs.
- 1809 : le grand-duché de Varsovie compte 4,3 millions d’habitants, dont 79 % de Polonais. L’armée du grand-duché passe de 30 000 en 1803 à 60 000 hommes en 1809. En six ans, 180 000 polonais servent dans les troupes impériales.

- La population sibérienne ne dépasse pas 600 000 personnes. À partir de 1800, le gouvernement peuple la région par des serfs d’État et par des relégués, soit opposants au régime, soit prisonniers de guerre[39].

- Depuis le XVIe siècle, en Amérique, 2 millions d’émigrants sont venus d’Espagne, 1 750 000 d’Angleterre, 1 500 000 du Portugal, 100 000 de France, 100 000 des Pays-Bas, et de 300 000 à 500 000 d’Europe centrale.
- 3,7 millions d’Indiens au Mexique[40].
- Au début du XIXe siècle, la Tunisie compte un million d’habitants, l’Algérie trois millions, le Maroc peut-être cinq.